# Cecilia Gonzaga

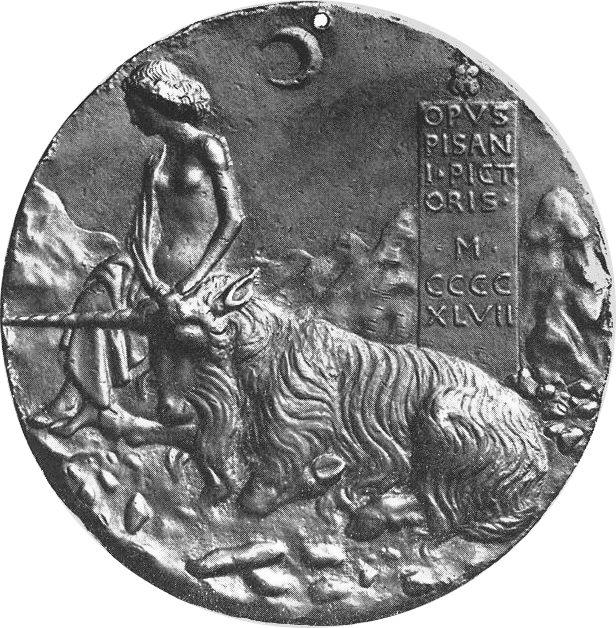
Medalia Ceciliei Gonzaga (revers): Inocența și Unicornul, în peisaj nocturn realizată de Pisanello, în anul 1447; OPVS PISAN I•PICT ORIS •M CCCC XLVII, National Gallery of Art

Cecilia Gonzaga (Mantova, 1426 – Mantova, 1451) a fost femeie nobilă italiană, fiica primului marchiz de Mantova, Gianfrancesco I Gonzaga și a Paolei Malatesta.

## Biografie
Cecilia Gonzaga a fost cea mai mică dintre copiii marchizului Gianfrancesco I Gonzaga și a Paolei Malatesta. A fost educată la Ca' Zoiosa (Casa Gioiosa), școală umanistă fondată la Mantova de Vittorino da Feltre. Se spune că tânăra, având o inteligență sclipitoare, la vârsta de șapte ani cunoștea perfect limba greacă veche.
Întrucât nu era destinată unei politici matrimoniale, probabil problemele de ordin economic au împiedicat crearea unei dote potrivite, logodită fiind cu Oddantonio II da Montefeltro, a preferat viața religioasă, după moartea tatălui ei, survenită în 1444, rupând contractul nupțial. La 2 februarie 1445, însoțită de frații săi, în mijlocul mulțimii, a intrat în mănăstirea clarisselor (Mănăstirea Sfintei Lucia), la Mantova, unde a rămas până la sfârșitul vieții.

### Medalia Ceciliei Gonzaga
Cecilia Gonzaga a rămas celebră mai ales prin medalia pe care fratele său i-a comandat-o lui Pisanello să  o creeze, poate ca o compensare a suferințelor personale. Cecilia a fost portretizată lângă un unicorn, simbol al purității feciorelnice. Medalia, prin eleganța și puritatea motivelor, este considerată drept o capodoperă a artistului. 